# Aspidoras fuscoguttatus
Aspidoras fuscoguttatus is een straalvinnige vissensoort uit de familie van de pantsermeervallen (Callichthyidae). De wetenschappelijke naam van de soort is voor het eerst geldig gepubliceerd in 1976 door Nijssen & Isbrücker.